# Joost Debucquoy
Joost Debucquoy is een West-Vlaamse vastgoedondernemer en promotor, bekend om zijn vastgoedprojecten aan de Belgische kust maar ook wegens zijn verschillende juridische geschillen met investeerders en belangengroepen.
Hij richtte in de jaren 1970 een vastgoedkantoor op, dat later uitgroeide tot een van de prominente projectontwikkelaars in de regio.
Debucquoy en zijn familie zijn betrokken bij investeringen in appartementen, vakantieverblijven, serviceflats en parkings, vaak via erfpachtformules waarbij erfpachters bovenop de aankoopprijs een jaarlijkse erfpachtvergoeding (canon) betalen in ruil voor het gebruik van een eenheid gedurende 99 jaar. Hoewel deze constructies succesvol bleken, en in Vlaanderen frequent toegepast worden, is de aanpak van Debucquoy onderwerp van controverse. Meerdere gerechtelijke procedures lopen tegen verschillende vennootschappen van de familie Debucquoy, waarbij investeerders klagen over lage rendementen, hoge uitbatingskosten en gebreken aan de panden.
In 2024 startte Debucquoy juridische stappen tegen Samen Sterk! vzw, Erfpacht vzw en één van hun bestuurders omwille van hun petitie voor een verbod op beleggingen in erfpachtrechten door consumenten. Hij beweert dat de uitspraken in de petitie en op de websites van de organisaties zijn imago beschadigen en onjuist zijn.